# プロヴォスト (教育)
プロヴォスト (英: provost) は、イギリスの一部の大学（カレッジ）における学長（学寮長）、またアメリカ合衆国の大学で学長を補佐する教務局長の役割をする要職（学務担当副総長）の職名である。
アメリカ合衆国での大学においては、通常、学長の下に数人の副学長が置かれ、事務系の主要な任務を担当することが多い。これに対し、プロヴォストは主に教員を監督・統率する役目を負い、学長と教授陣の橋渡しをする重要なポストである。
教員出身者が就任することが多く、大学では学長 (President, Chancellor) に次ぐ地位となる。
プロヴォスト経験者が、別の大学で学長となることが頻繁にみられるので、学長になる前のキャリアのひとつとなっている。